# Alexander Burt
Alexander Baird Burt (9. travnja 1888. — 1967.) je bivši škotski hokejaš na travi. Igrao je na mjestu vratara.
Osvojio je brončano odličje na hokejaškom turniru na Olimpijskim igrama 1908. u Londonu igrajući za Škotsku. 

## Vanjske poveznice
- Profil na databaseOlympics
- Profil na Sports Reference.com  Arhivirana inačica izvorne stranice od 24. listopada 2012. (Wayback Machine)